# Barry Loudermilk
Barry Dean Loudermilk (Riverdale, 22 dicembre 1963) è un politico statunitense, membro della Camera dei Rappresentanti per lo stato della Georgia dal 3 gennaio 2015.